# Diocèse orthodoxe bulgare en Amérique
Le diocèse orthodoxe bulgare en Amérique est une juridiction de l'Église orthodoxe en Amérique (États-Unis et Canada).
Le diocèse bulgare de l'Église orthodoxe en Amérique n'est pas la seule juridiction orthodoxe bulgare en Amérique du Nord. Le Patriarcat de Bulgarie compte un évêché orthodoxe bulgare des USA, du Canada et d'Australie.

## Histoire
Du fait de l'établissement d'un gouvernement communiste en Bulgarie après la guerre, les relations entre le diocèse orthodoxe bulgare des États-Unis, du Canada et d'Australie et l'Église de Bulgarie furent perturbées. C'est ainsi que sous la direction du métropolite Andrei (Petkov), le diocèse tenta à la fin des années 1950, sans succès, de se joindre à la Métropolie (Église orthodoxe en Amérique).

Carte du diocèse orthodoxe bulgare en Amérique

En 1964, le métropolite Andrei demanda au Saint-Synode de l'Église de Bulgarie sa reconnaissance et son maintien à la tête du diocèse en Amérique. En conséquence de ce retour au sein de l'Église de Bulgarie, un groupe d'opposants, sous la direction de l'archimandrite Kyrill (Yonchev), rompit avec le métropolite Andrei pour rejoindre l'Église orthodoxe russe hors frontières en fondant une nouvelle juridiction, le diocèse bulgare en exil. Kyrill fut consacré évêque par les évêques de l'Église orthodoxe russe hors frontières. Plus tard, le diocèse bulgare en exil rejoignit l'Église orthodoxe en Amérique sous le nom de diocèse orthodoxe bulgare en Amérique.

## Organisation
Le diocèse compte des paroisses aux États-Unis (Californie, District de Columbia, Illinois, Indiana, Kansas, Michigan et Ohio) et au Canada (Ontario).